# Cratogeomys zinseri
Espèce
Cratogeomys zinseri est une espèce de Rongeurs de la famille des Géomyidés qui rassemble des gaufres ou rats à poche, c'est-à-dire à abajoues. Décrite pour la première fois en 1939 par Edward Alphonso Goldman (1873-1946), mammalogiste américain, les recherches génétiques du XXIe siècle tendent à inclure cette espèce que l'on croyait distincte dans Cratogeomys fumosus (Hafner et al. 2004) .